# شركة ياماها
شركة ياماها (بالإنجليزية: Yamaha Corporation)‏، و(باليابانية:ヤマハ株式会社)، هي شركة يابانية يقع مقرها الرئيسي في هاماماتسو، تقوم بصناعة الآلات الموسيقية ومكونات الحاسوب والإلكترونيك والدراجات النارية.

## لمحة تاريخية

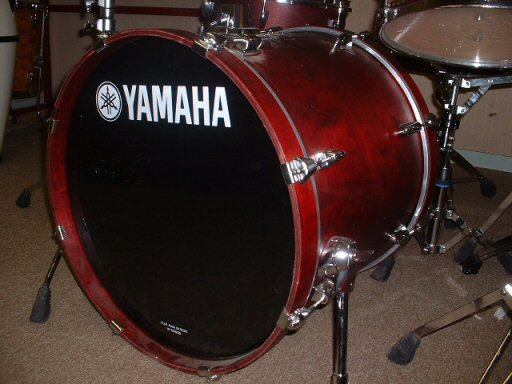
آلة موسيقية عليها شعار الشركة

يعود تاريخ هذه الشركة الكبيرة إلى عام 1887 عندما قام مؤسس الشركة توراكوش ياماها بصناعة آلة مفاتيح انسجام ثم تلقى بعدها عدة طلبات لصناعتها.
شركة ياماها من أكبر الشركات اعتمادا وإنفاقا على العاملين بها، حيث تتبنى الشركة الطفل الصغير منذ يتم تعليمه الأولي عبر الالتحاق بجامعة ياماها التي أُنشئت لتطوير مستوى العاملين بالشركة إلى أن يعمل لدى فروع الشركة في العالم.
و من بعض الدراسات والتجارب استنتج أن سبب جودة منتجات ياماها هو التخصص شديد الدقة بين العاملين بها حيث يحتاج المنتج الواحد لعشرات المهندسين والتقنيين المختصين مثلا (بجسم المنتج وأوتاره أو مفاتيحه...)

## المنتجات
- في عام 1897 تأسست نيبون غاكي سايز (日本楽器製造株式会社 إنتاج الآلات الموسيقية) تحت رئاسة ياماها التي هي اليوم أحد فروع مجموعة ياماها. وفي نفس السنة تلقت الشركة أولى طلبات للتصدير وكانت الوُجهة إلى جنوب آسيا.
- في عام 1900 بدأت ياماها مع إنتاج البيانوات.
- في عام 1902 صنعت أول أجنحة بيانو.
- في عام 1904 فازت شركة ياماها بجائزة الشرف الكبرى لدى المعرض العالمي في سانت لويس بالولايات المتحدة الأمريكية.
- في عام 1914 صنعت ياماها أول هارمونيكا.
- في عام 1922 بدأت الشركة بصناعة الفونوغراف.

## وصلات خارجية
- الموقع الرسمي
- موسيقيي ياماها
- بيانو ياماها